# André Noble
André Noble (21 février 1979 - 30 juillet 2004) est un acteur canadien.
Il a joué dans Twist (2003) Prom Queen (2004) et Sugar (en) (2004).
C'est surtout ce dernier film qui l'a révélé au festival de Toronto (2004) juste avant qu'il ne décède accidentellement le 30 juillet de la même année.

## Filmographie
- 2004 : ReGenesis - épisode : Virus mortel  (série TV) : Darrell Graves
- 2004 : Prom Queen, téléfilm de John L'Ecuyer : Lard
- 2004 : Sugar (en) de John Palmer : Cliff
- 2003 :  Twist de  Jacob Tierney : Adam
- 2002 : Random Passage  (mini-série TV) : Isaac Andrews
- 2002 :  Ta voix dans la nuit, téléfilm de Brigitte Berman : Benoit